# Christian Valdez
Christian de Jesús Valdez Loaiza, (nació el 5 de mayo de 1984 en Mazatlán, Sinaloa) es un exfutbolista mexicano, que se desempeñaba como Mediocampista.
Debutó en la Primera División de México con Atlas Fútbol Club y su último equipo fue el Club Deportivo Jaguares Jalisco en la Liga de Balompié Mexicano.

## Trayectoria
Surgió en las fuerzas básicas de los Rojinegros del Atlas, pero para la Temporada 2003-2004 fue enviado a préstamo a Dorados de Sinaloa en la Primera División 'A'; con el Gran Pez logró el ascenso a la Primera División de México. 

### Atlas
Después ascender con Dorados, reportó con Atlas para encarar la Temporada 2004-2005. 
Debutó en la Primera División, el 15 de agosto de 2004, enfrentando a Club Santos Laguna en el Estadio Corona, en partido correspondiente a la Jornada 1 del Apertura 2005; el encuentro finalizó 2-0 a favor de los Alviverdes. 
Jugó la Temporada 2005-2006 con Coyotes de Sonora, cuadro filial de los Rojinegros en la División de Plata; al concluir el Clausura 2005 retornó a Guadalajara.
Con los Rojinegros del Atlas participó en un total de 128 partidos (Liga, InterLiga y Libertadores) y anotó en 5 ocasiones.

### Jaguares
En diciembre de 2008, Valdez fue cedido a Jaguares de Chiapas. Con los Naranjas jugó 119 partidos y realizó 7 goles. 

### Morelia
El 12 de diciembre de 2011, se hizo oficial su traspaso a Morelia. Con el cuadro Purépecha jugó 128 partidos y marcó 5 goles.

### Últimos clubes y retiro
Tras salir de Morelia, firmó con el Club Puebla.
En la Temporada 2016-2017 jugó para el Club León y el Apertura 2017 con los Tiburones Rojos de Veracruz.
Militó los siguientes tres semestres con los Leones Negros de la U. de G. en la Liga de Expansión MX.
Después de un año sin actividad, retornó a las canchas para jugar con el Club Deportivo Jaguares Jalisco en la Liga de Balompié Mexicano.

## Clubes
| Club                | País   | Año           |
| ------------------- | ------ | ------------- |
| Dorados de Sinaloa  | México | 2003-2004     |
| Atlas               | México | 2004-2005     |
| Coyotes de Sonora   | México | 2005-2006     |
| Atlas               | México | 2006-2008     |
| Jaguares de Chiapas | México | 2009-2011     |
| Morelia             | México | 2012-2015     |
| Club Puebla         | México | Clausura 2016 |
| Club León           | México | 2016-2017     |
| Veracruz            | México | Apertura 2017 |
| Leones Negros       | México | 2018-2019     |
| Jalisco             | México | 2020          |

### Partidos y goles
| Competencia                | Partidos | Goles |
| -------------------------- | -------- | ----- |
| Primera División de México | 381      | 20    |
| Primera División 'A'       | 100      | 9     |
| Copa México                | 22       | 1     |
| Copa Libertadores          | 21       | 0     |
| InterLiga                  | 7        | 0     |
| Liga de Balompié Mexicano  | ND       | ND    |
| Total                      | 531      | 30    |

ND= No disponible

## Palmarés

### Campeonatos nacionales
| Categoría            | Título                    | Club               | País   |
| -------------------- | ------------------------- | ------------------ | ------ |
| Primera División 'A' | Apertura 2003             | Dorados de Sinaloa | México |
| Primera División 'A' | Final de Ascenso 2003-04  | Dorados de Sinaloa | México |
| Copa México          | Copa México Apertura 2013 | Morelia            | México |
| Copa México          | SuperCopa MX 2013-14      | Morelia            | México |